# Liste der Kulturdenkmäler in Müsch
In der Liste der Kulturdenkmäler in Müsch sind alle Kulturdenkmäler der rheinland-pfälzischen Ortsgemeinde Müsch aufgeführt. Grundlage ist die Denkmalliste des Landes Rheinland-Pfalz (Stand: 12. Juni 2023).

## Einzeldenkmäler
| Bezeichnung                            | Lage                   | Baujahr | Beschreibung             | Bild                           |
| -------------------------------------- | ---------------------- | ------- | ------------------------ | ------------------------------ |
| Katholische Filialkirche St. Katharina | Kapellenstraße 13 Lage | 1787    | Saalbau, bezeichnet 1787 | weitere Bilder Fotos hochladen |